# Grand Est
Il Grand Est (in italiano a volte Grande Est)  è una regione amministrativa francese.
È stata istituita a decorrere dal 1º gennaio 2016, accorpando le regioni di Alsazia, Champagne-Ardenne e Lorena; con la fusione prese il nome provvisorio di Alsace-Champagne-Ardenne-Lorraine, prima di assumere l'attuale denominazione il 30 settembre 2016.

## Geografia
È governata dal Consiglio regionale del Grand Est ed è suddivisa in dieci dipartimenti e il suo capoluogo è Strasburgo, che è anche la città più grande della regione. Le città principali della regione, oltre a Strasburgo, sono, in ordine di grandezza, Reims, Mulhouse, Nancy e Metz. È composta dai dipartimenti: Ardenne (08), Aube (10), Marna (51), Alta Marna (52), Meurthe e Mosella (54), Mosa (55), Mosella (57), Basso Reno (67), Alto Reno (68) e Vosgi (88). La regione comprende 200 cantoni e 5 121 comuni; la popolazione è di 5 549 586 abitanti.
Il Grand Est è l'unica regione francese che condivide i confini con altri quattro stati: Belgio (Vallonia) Lussemburgo, Germania a nord (Saarland e Renania-Palatinato) e a est (Baden-Württemberg) e Svizzera a sud (cantoni Basilea Città, Basilea Campagna, Soletta e Giura). È inoltre l'unica regione francese a confinare con più di due stati. Parimenti confina anche con tre regioni francesi: Alta Francia e Île-de-France a ovest e Borgogna-Franca Contea a sud.

## Clima
Il clima del Grand Est dipende dalla lontananza del mare. Nella Champagne e nella Lorena occidentale, il clima è oceanico, con inverni da freschi a miti ed estati calde. Ma i climi delle Ardenne, della Mosella e dell'Alsazia sono borderline umido continentale - oceanico, caratterizzato da inverni freddi con frequenti giornate sotto lo zero, ed estati calde, con molti giorni con temperature fino a 32 °C.

## Araldica
La regione non ha uno stemma e una bandiera ufficiali, ma soltanto un logo. Tuttavia, alcuni stemmi e bandiere sono stati proposti, unendo tra loro gli stemmi e le bandiere delle regioni storiche in essa comprese, vale a dire Alsazia, Lorena e Champagne:

Logo ufficiale
Stemma proposto[6]
Bandiera proposta

## Gastronomia

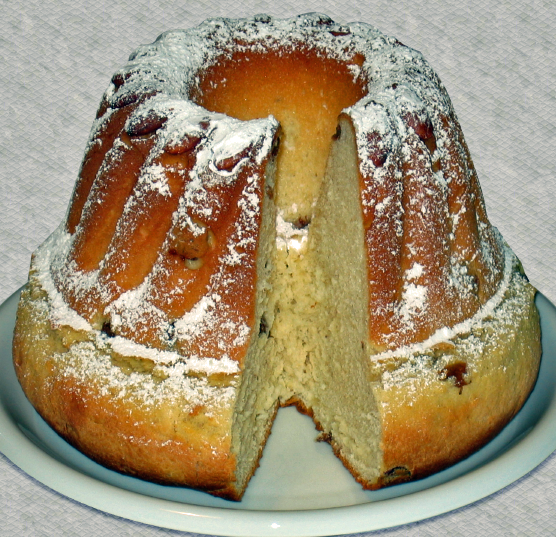
il Kouglof, dolce tipico

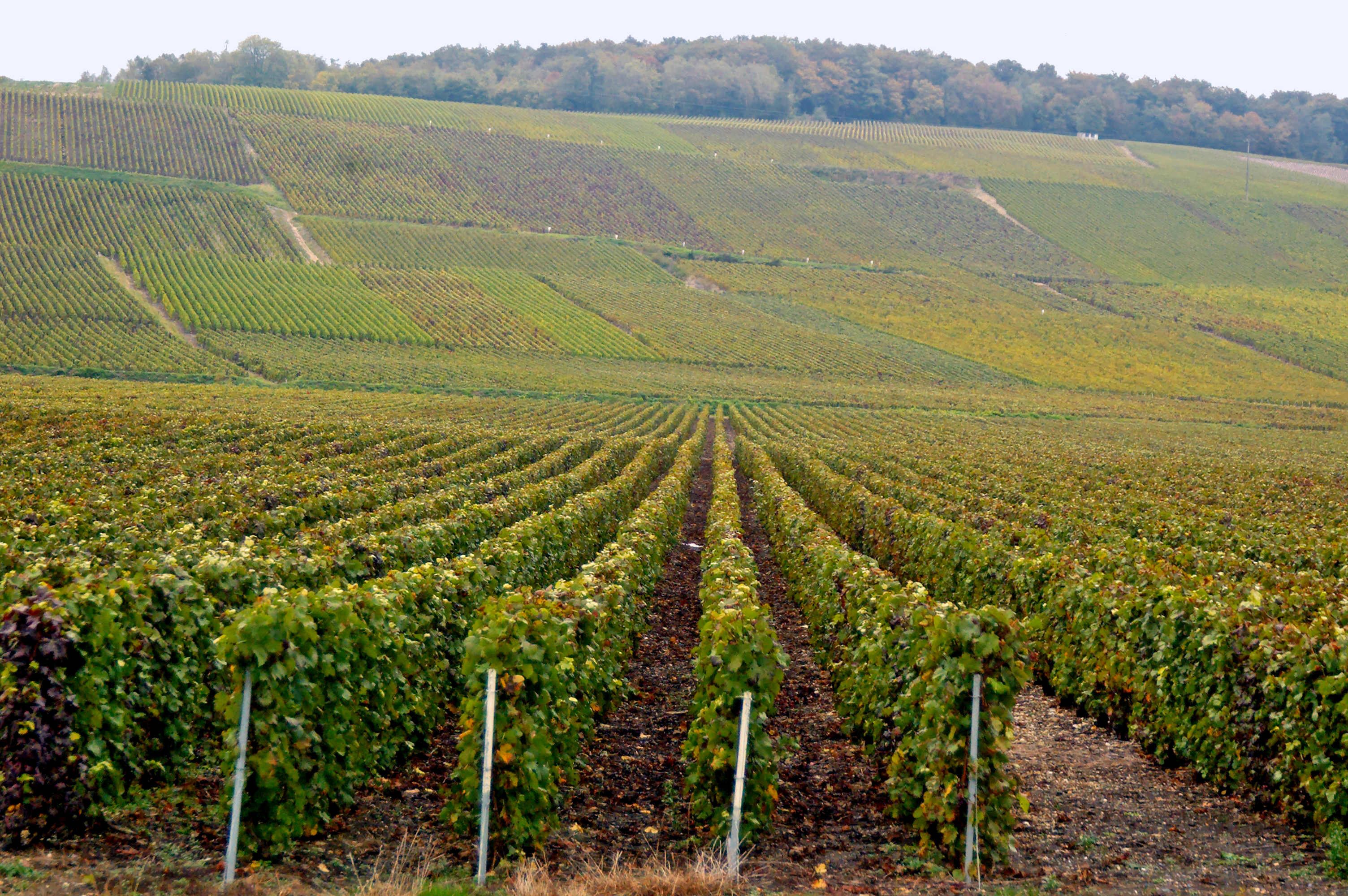
Vigneti a Passy-Grigny, nello Champagne

- La flammkuchen è un piatto tipico della cucina alsaziana, una specie di pizza con panna acida, cipolle sott'aceto e pancetta a cubetti.
- Il kouglof è un altro piatto tipico, costituito da una ciambella cotta in una forma caratteristica.
- La regione dello Champagne è inoltre celebre per l'omonimo vino.

## Governo
Il consiglio regionale ha un'autorità amministrativa limitata, principalmente per quanto riguarda la promozione dell'economia della regione e il finanziamento delle attività educative e culturali. Il consiglio regionale non ha potere legislativo. La sede del consiglio regionale è Strasburgo. Il consiglio regionale, eletto nel dicembre 2015, è controllato dai repubblicani. L'attuale presidente è Jean Rottner.

## Economia
Il prodotto interno lordo (PIL) della regione è stato di 159,9 miliardi di euro nel 2018, pari al 6,7% della produzione economica francese. Il PIL pro capite era di 25 400 euro.

## Trasporti e infrastrutture

### Trasporto ferroviario
La regione ha cinque reti di tram:
- Tram di Strasburgo
- Tram di Reims
- Transito leggero guidato di Nancy
- Tram di Mulhouse
- Saarbahn (tram-treno)

### Aeroporti
La regione ha quattro aeroporti:
- EuroAirport Basel Mulhouse Freiburg
- Aeroporto di Châlons Vatry
- Aeroporto di Metz-Nancy-Lorraine
- Aeroporto di Strasburgo

### Autostrade
La regione ha diciotto autostrade:
Autostrada _
- A4 Parigi-Strasburgo
- A5 Parigi fino a Langres
- A26 Calais per Troyes
- A30 Uckange per Longwy sulla N52
- A31 Beaune per Lussemburgo in autostrada A3 (Lussemburgo)
- A33 Nancy per Phalsbourg in N4
- A34 da Reims a Sedan
- A35 Strasburgo a Basilea
- A36 Beaune per Mulhouse
- Progetto A304 nella città di Charleville-Mézières
- A313 nella città di Pont-à-Mousson
- A314 e A315 nella città di Metz
- A320 nella città di Forbach
- A330 nella città di Nancy
- A340 Brumath per Haguenau in D1340
- A344 nella città di Reims
- A351 nella città di Strasburgo
- A352 Molsheim per Schirmeck nella D1420

La regione ha dodici città che hanno strade circolari:
- Strasburgo
- Reims
- Metz
- Nancy
- Mulhouse
- Troyes
- Châlons-en-Champagne
- Épinal
- Colmar
- Thionville
- Longwy